# Canada First Defence Strategy

Wappen der kanadischen Streitkräfte, die im Rahmen der First Defency Strategy modernisiert und personell verstärkt werden sollen.

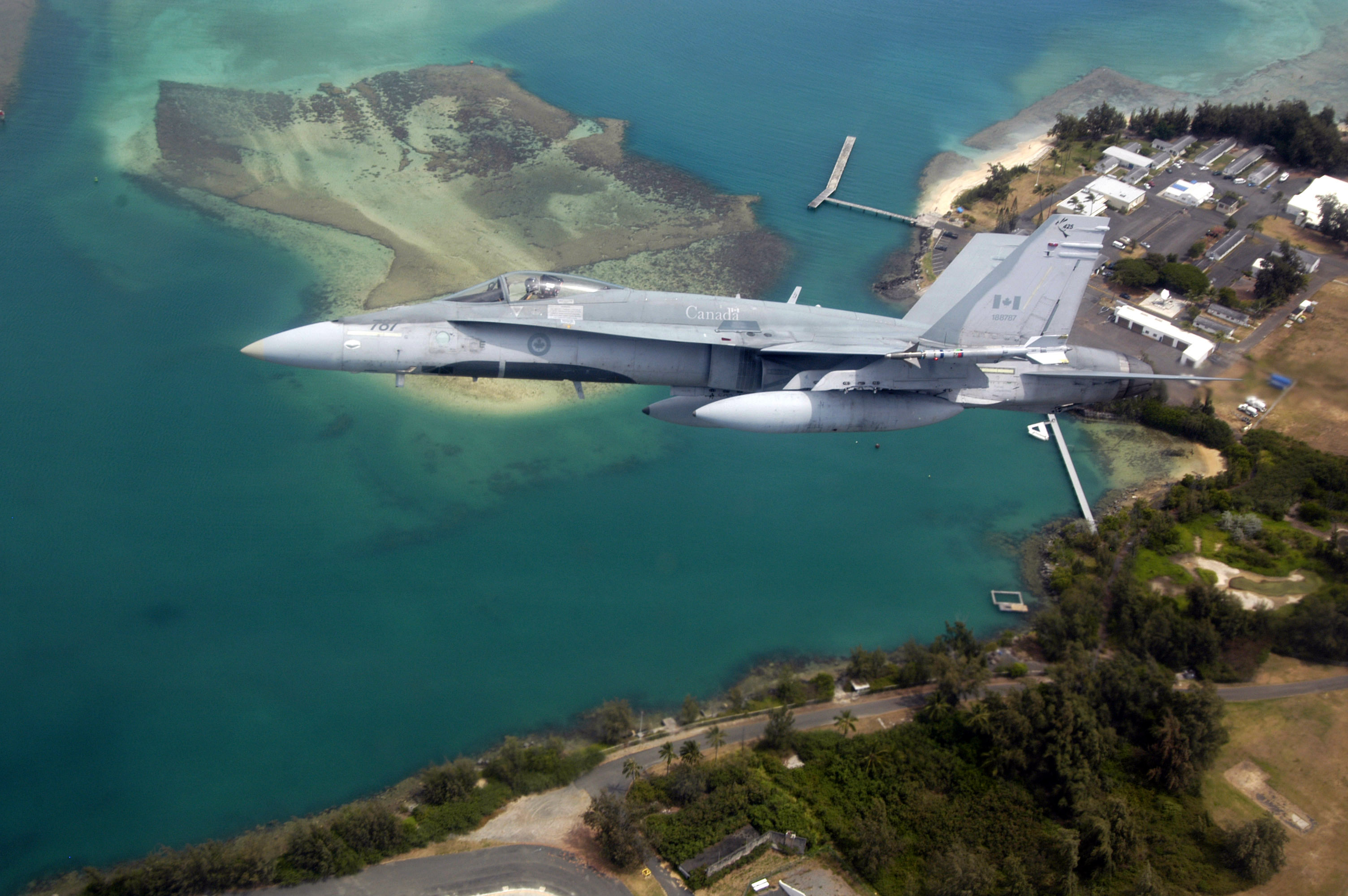
Eine CF-18 Hornet der kanadischen Streitkräfte

Die Canada First Defence Strategy (CFDS) ist eine Strategie aus dem Jahr 2011 der kanadischen Regierung, seine militärischen Streitkräfte materiell und personell besser auszustatten und damit die Schlagkräftigkeit zu erhöhen. Die Strategie umfasst auch die Grenzkontrollen der arktischen Gebiete im Norden des Landes mit Unterstützung der Royal Canadian Mounted Police und der Canadian Coast Guard.

## Ziel
Strategieziel ist, das Militär zu modernisieren und ihnen klar definierte Aufgabenbereiche und die dazu benötigte Infrastruktur zur Verfügung zu stellen. Dafür wird das Militär personell verstärkt und auch materiell modernisiert.

### Einsatzbereiche
Die Canada First Defence Strategy umfasst sechs Kernziele (Core Missions). Dabei sollen die kanadischen Streitkräfte zukünftig imstande sein, auch mehrere parallel laufende Konflikte lösen zu können und die definierten Core Missions simultan umzusetzen.
- Sicherstellung der Sicherheit des Landes und Grenzkontrollen des Landes, inklusive der arktischen Landesgebiete im Norden und durch NORAD.
- Unterstützung der lokalen Sicherheitskräfte und Gewährleistung der Sicherheit bei Großveranstaltungen.
- Sicherstellung der nationalen Sicherheit und Terrorismusabwehr.
- Unterstützung ziviler Behörden und Einrichtungen bei Krisen im Landesinneren bspw. bei Naturkatastrophen.
- Leitung und Beteiligung an länger andauernden militärischen Operationen.
- schnellere Einsatzbereitschaft der Streitkräfte zur Unterstützung bei Krisen weltweit.

### Personal
Durch die Canada Defence Strategy wird sich auch die Zahl der einsatzbereiten Soldaten erhöhen. 2009/2010 verfügten die Streitkräfte über 65.000 aktive Soldaten und 26.000 Reservisten. Es ist geplant, die Zahl der primär aktiven Soldaten auf mindestens 70.000 und die der Reservisten auf 30.000 zu erhöhen. Ab 2012 soll die Zahl der aktiven Soldaten auf 68.000 steigen und im Jahr 2014/2015 ca. 69.300 betragen. Bei den Reservisten soll die Zahl im Jahr 2011/2012 auf 27.000 und 2014/2015 auf 28.000 steigen.

## Budget
Die Ausgaben für die militärische Ausstattung der kanadischen Streitkräfte wird durch die First Defency Strategy von ehemals 18 Milliarden Dollar (im Jahr 2007) auf über 30 Milliarden Dollar in den Jahren 2027/2028 ansteigen. Die Kosten und die Investitionen werden laut Planungen in den kommenden zwanzig Jahren auf bis zu 490 Milliarden Dollar beziffert.

## Beschaffungen
Die CDFS umfasst ein 15 Milliarden Dollar teures Materialbeschaffungsprogramm. Es sind folgende größere Anschaffungen geplant:

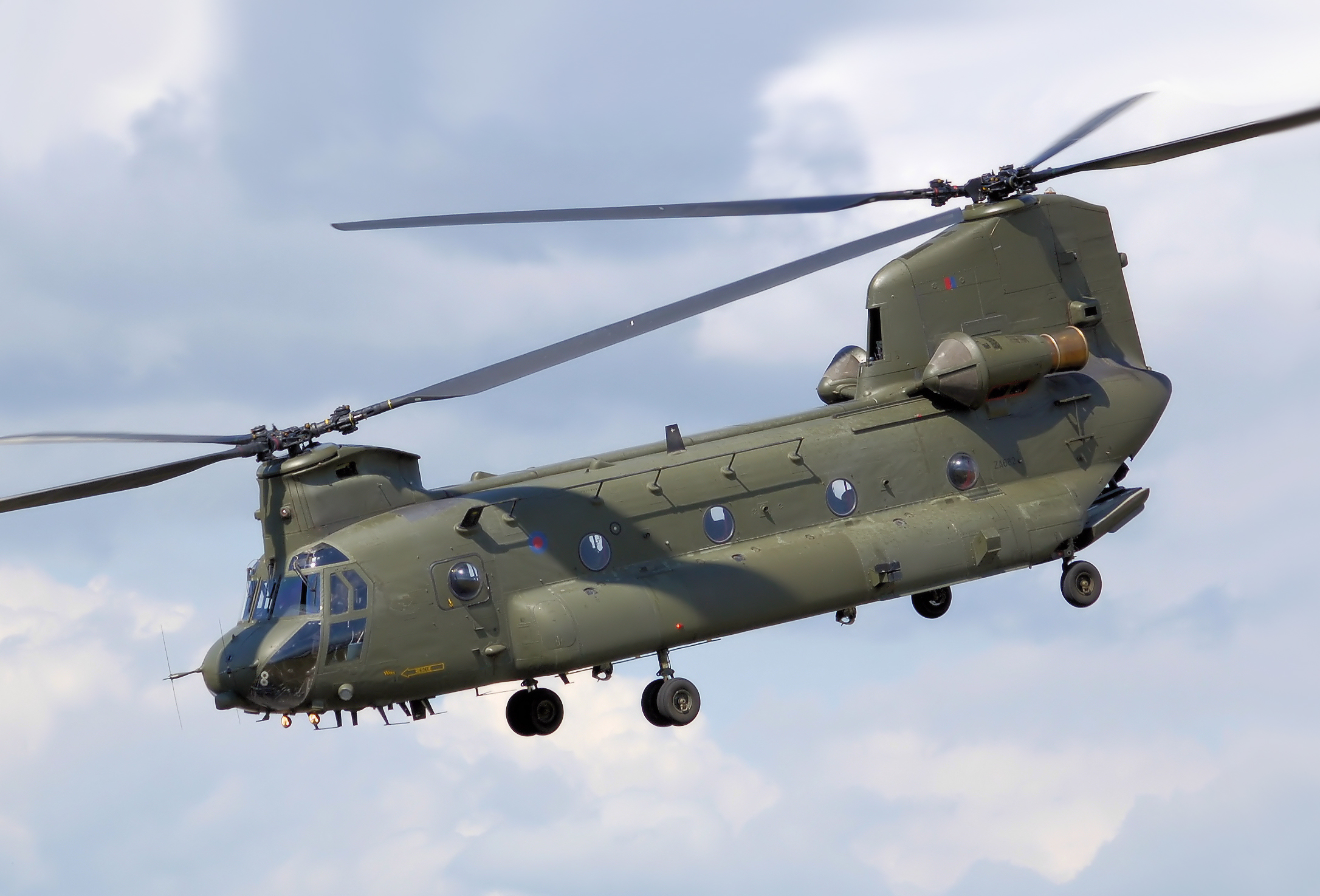
Weitere Modelle der Boeing CH-47 Chinook sollen im Rahmen der First Defence Strategy angeschafft werden.

- Frachtflugzeuge: Boeing C-17 Globemaster
- Transportflugzeuge: Lockheed Martin C-130J Super Hercules
- Transporthubschrauber: Boeing CH-47F Chinook
- Militärhubschrauber: CH-148 Cyclone
- Militärfahrzeuge
- Anschaffungen im Rahmen des Arctic Patrol Ship Project und des Joint Support Ship Project zur Beschaffung neuer Schiffe der Kanadischen Küstenwache.

Ein weiteres 20 Milliarden Dollar teures Beschaffungsprogramm beinhaltet die Beschaffung von neuen Such- und Rettungsflugzeugen, neuen Zerstörern und Fregatten, Seeaufklärungsflugzeugen, Kampfjets als Ersatz für die derzeit noch 60 in Flotte stehenden Exemplare der CF-18 Hornet sowie neuen Militärfahrzeugen und weiteren Systemen.